# 6mm Remington
6mm Remington — гвинтівковий набій, створений у 1955 році компанією Remington Arms Company на базі патрона .257 Roberts. У перші роки після створення мав назву .244 Remington.

## Характеристики
Розроблений як патрон для вармінтингу, .244 ніколи не споряджався кулями, важчими за 90 гран. Гвинтівки під калібр .244 Remington мають шаг нарізів 1 на 12 дюймів (300 мм), що не придатний для стабілізації важчих куль у 100-105 гран. Спочатку Remington продавала набої з 75 грановими кулями для вармінтингу та 90 грановими для полювання на оленів. У 1963 Remington змінила назву набоя на 6mm Remington.  Гвинтівки під калібр 6mm Remington мають шаг нарізів 1 на 9 дюймів (230 мм), що підходить для стабілізації більшості куль калібру 6 мм, що є у продажу.
Балістика 6mm Remington дещо краща за таку у набагато більш популярного .243 Winchester завдяки більшій ємності гільзи. Довша шия гільзи 6mm Remington робить легшим самостійне спорядження цих набоїв.
Назабаром після випуску .244 Remington виявилося, що крок нарізів гвинтівки Remington Model 722 не стабілізує кулі масою більше 90 гран. Це призвело до поганої репутації набою як неточного. Remington у короткий час вирішила цю проблему, змінивши крок нарізів, але комерційному успіху патрона вже було завдано шкоди. Тому назва була змінена на 6 mm Remington. .244 Remington та 6 mm Remington є повністю ідентичними набоями — змінилася тільки назва.